# Sam Fogarino
Samuel Fogarino (Filadelfia, Pensilvania, 9 de agosto de 1968) es el baterista de la banda neoyorkina Interpol. Ha tocado en The Holy Terrors, Gus, The Wahoos, Napoleon Solo, The Ton-ups y The Last Night.
Comenzó a tocar la batería a la edad de 13 años. A principios de 1990 tocaba con la banda del Sur de Florida, The Holy Terrors como parte de una escena musical que también produjo Marilyn Manson, Jack Off Jill, Saigon Kick y The Mavericks.
En 1996, dejó el Sur de Florida para ir a Gainesville (tocaba en una banda llamada Gus, con Jason Lederman ), y finalmente se instaló en Nueva York en 1997. Fue ahí donde conoció al guitarrista Daniel Kessler en 1998, cuando estaba vendiendo vinilos en Beacon's Closet, una tienda de ropa en Brooklyn. Con más de 10 años de experiencia tocando, se unió a Interpol en el 2000, después de que el baterista Greg Drudy dejara la banda. Tuvo su primera actuación con Interpol el 20 de mayo de 2000 en el Mercury Lounge.
Es considerado debido a su experiencia el miembro más respetado del grupo, y generalmente el miembro más amigable y accesible. Está casado con la fotógrafa Christy Bush con quien vive en Nueva Jersey.
A principios de 2007, se unió con el entonces el exvocalista de Swervedriver, Adam Franklin con quien formó una banda-proyecto en paralelo llamado The Setting Suns. Desde entonces, el dúo ha cambiado su nombre por el de Magnetic Morning y lanzado su sexto EP en iTunes.
En mayo de 2010, compuso la banda sonora que acompaña el espectáculo de danza aérea «Fractured Fairy Tales».

## Curiosidades
- Sam es un gran amigo de Tunde Adebimpe, vocalista de TV on the Radio.
- Fogarino ha estado casado dos veces. Su primera esposa, Cindy Wheeler (de las bandas Pee Shy y Caulfield Sisters), se separó de él en 2003. Se casó con su segunda esposa, la fotógrafa Christy Bush, el 14 de febrero de 2006. La pareja tiene una hija, Francesca, nacida en agosto de 2009.
- Fogarino ha remezclado Every Day Is Exactly the Same de Nine Inch Nails junto a su compañero de banda Carlos D. También ha remezclado "The Good Soldier" de Nine Inch Nails en el álbum Y34RZ3R0R3M1X3D.
- Fogarino fue invitado a unirse a Marilyn Manson después de la salida de Sara Lee Lucas en 1995. Él lo rechazó y se mudó a Nueva York en su lugar.
- Fogarino coprodujo y tocó la batería en dos canciones del próximo álbum "The Rise and Fall of Love and Hate" de Oslo.
- Se graduó del Instituto de Arte de Fort Lauderdale en 1989 con un grado de Asociado en Ciencias en la música y el negocio de vídeo.
- Muchas veces interpreta con sus baquetas invertidas para producir un sonido diferente.